# محمد محمدرضایی (پژوهشگر)
دکتر محمد محمدرضایی (متولد ۱۳۳۹ در قم) پژوهشگر و استاد فلسفه دین دانشگاه تهران و مترجم ایرانی حوزه فلسفه و کلام است که به دفعات مختلف به عنوان استاد نمونه و برگزیده انتخاب شده‌است.او همچنین رئیس کارگروه فلسفه دین و کلام جدید شورای تحول علوم انسانی و رئیس گروه معرفت‌شناسی اسلامی و علم دینی دانش افزایی استادان دانشگاه‌ها است.
از فعالیت‌های پژوهشی ایشان می توان به تالیف و ترجمه ده ها کتاب و تالیف قریب به صد و هفتاد مقاله علمی اشاره نمود. تألیف کتاب‌های درسی عمومی اندیشه اسلامی یک و دو دانشگاه‌های سراسر کشور است که تا کنون بیش از پنج میلیون تیراژ داشته‌است از جمله کتاب های تالیفی ایشان است.[۵]
وی همچنین سوابق اجرایی از جمله ریاست دانشگاه پیام نور استان قم ، ریاست بنیاد نخبگان استان قم‌ و... داشته است.
ایشان نماینده آیت الله سبحانی در مناظرات دینی بود و مرتبه استاد تمامی دانشگاه تهران را دارد.